# ذبابة الروث
ذبابة الروث (الاسم العلمي:Scathophaga) هي جنس من الحشرات يتبع فصيلة ذباب الروث من رتبة الذوات الجناحين.

## أنواع ذبابة الروث
- ذبابة الروث الرمادية (الاسم العلمي:Scathophaga cineraria)
- ذبابة الروث الساخنة (الاسم العلمي:Scathophaga calida)
- ذبابة الروث الشرجية (الاسم العلمي:Scathophaga analis)
- ذبابة الروث الصفراء (الاسم العلمي:Scathophaga stercoraria)
- ذبابة الروث المتشعبة (الاسم العلمي:Scathophaga furcata)
- ذبابة الروث المدارية (الاسم العلمي:Scathophaga tropicalis)
- ذبابة الروث المظلمة (الاسم العلمي:Scathophaga obscura)
- ذبابة الروث الملونة الأجنحة (الاسم العلمي:Scathophaga pictipennis)
- ذبابة الروث المقيمة (الاسم العلمي:Scathophaga incola)
- ذبابة الروث الملوثة (الاسم العلمي:Scathophaga inquinata)
- ذبابة الروث الساحلية (الاسم العلمي:Scathophaga litorea)
- ذبابة الروث الطينية (الاسم العلمي:Scathophaga lutaria)
- (الاسم العلمي:Scathophaga soror)
- (الاسم العلمي:Scathophaga suilla)
- (الاسم العلمي:Scathophaga taeniopa)
- (الاسم العلمي:Scathophaga tinctinervis)